# エールフランス・アジー
エールフランス・アジー（Air France Asie）は、かつて存在したフランスの航空会社。現在のエールフランスの子会社（系列）である。設立から10年後に営業終了となった。「エールフランス・アジー」はフランス語読みで、英語読みは「エアフランス・アジア」。

## 背景
1990年代、台湾では中国本土との領土問題があり、エールフランスは自社のブランド名で旅客機を乗り入れさせることができなかった。そのため、子会社であるエア・チャーターが1993年からパリ-台北間で旅客便の運航を行っていた。しかし1998年にエア・チャーターが営業を停止したため、新たな子会社としてエールフランス・アジーを設立した。
エールフランス・アジーの塗装はエールフランスとは若干異なっていた。エールフランス機では垂直尾翼にトリコロールを示す青・白・赤のストライプが塗装されていたが、エールフランス・アジー機では垂直尾翼には青と白のみのストライプが塗装されていた。

## 就航都市
エールフランス・アジーは主に、パリと台北（桃園）を香港（啓徳・チェックラップコック）経由で結ぶ路線に投入されていたが、度々日本にも飛来しており、同社のエアバスA340やボーイング747などを大阪国際空港や関西国際空港で目にすることもできた。

## 運航機材
エールフランス・アジーが運航していた機材は以下の通り。
- エアバスA340-200（2機）
- ボーイング747-200M（1機）
- ボーイング747-200F（3機）
- ボーイング747-400M（2機）

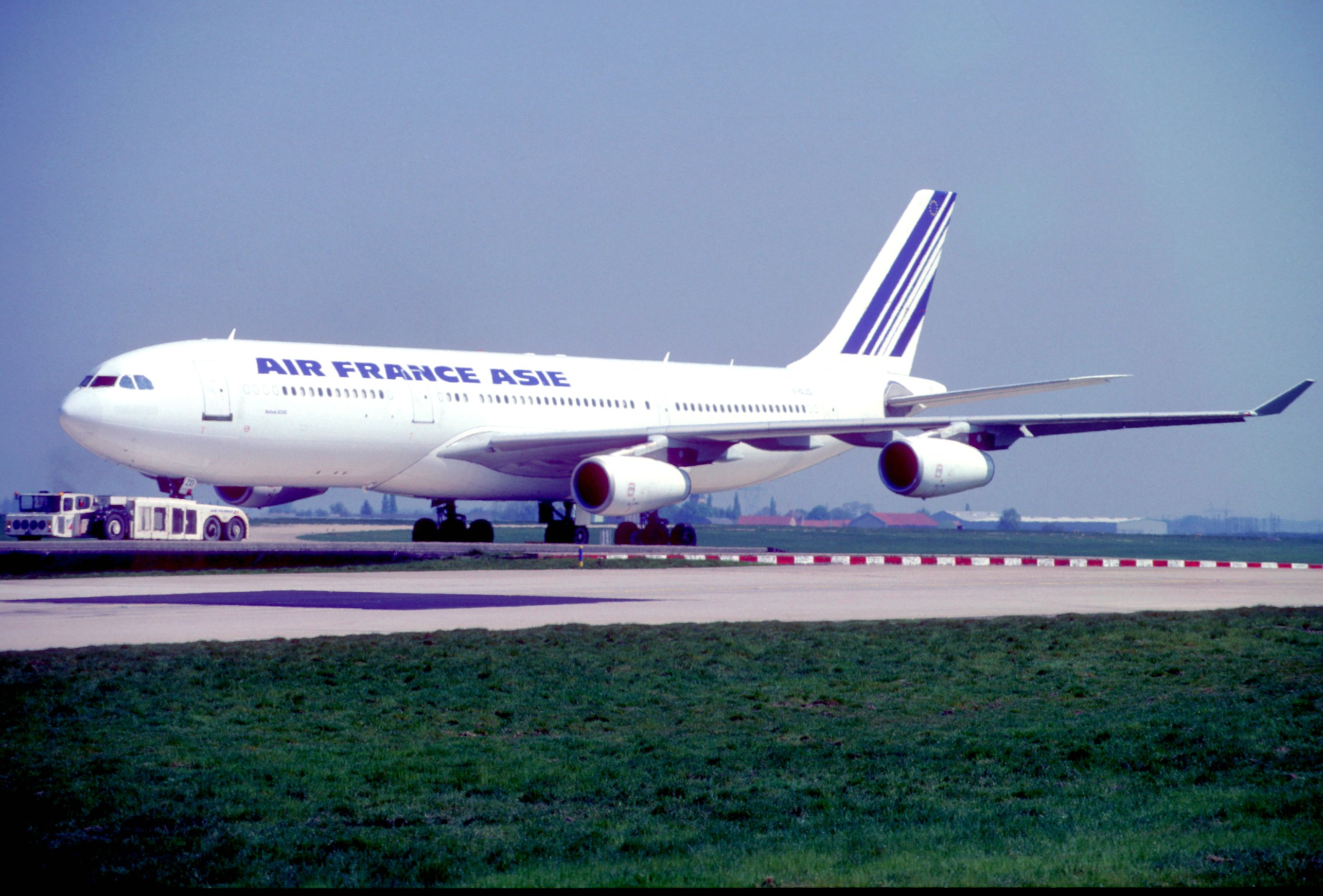
エアバスA340-200
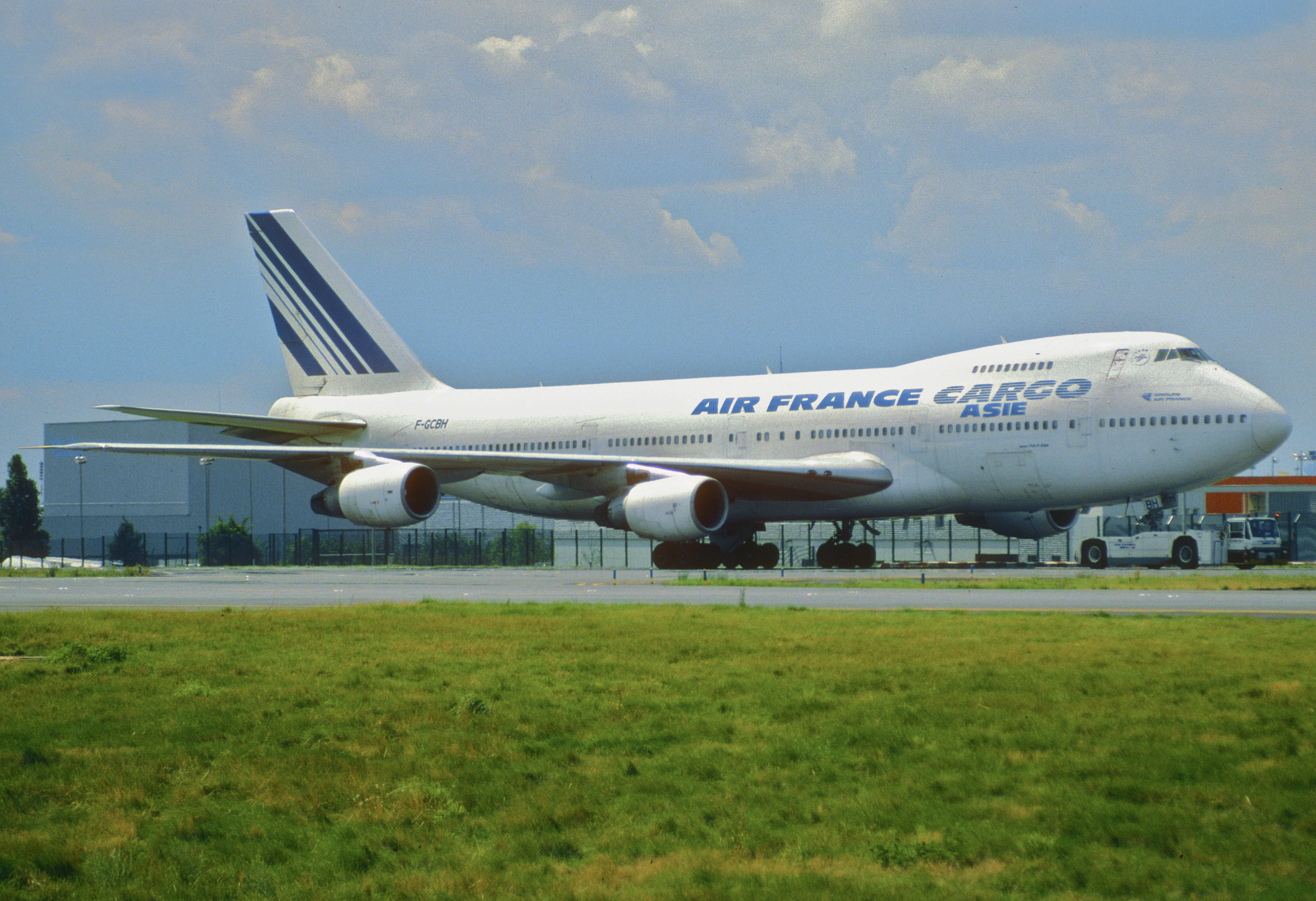
ボーイング747-200F

## 類似の航空会社・ブランド
- 日本アジア航空
- KLMアジア
- ブリティッシュ・アジア・エアウェイズ
- オーストラリア・アジア航空
- スイス航空アジア